# Star Wars: Shadows of the Empire
Star Wars: Shadows of the Empire ist ein im Star-Wars-Universum angesiedelter Third-Person-Shooter. Es wurde von LucasArts entwickelt und 1996 für Nintendo 64 veröffentlicht. 1997 folgte eine Fassung für Windows.

## Handlung
Die Handlung setzt zu Beginn der Episode V mit der Schlacht auf Hoth ein. Der Spieler übernimmt die Rolle des Schmugglers Dash Rendar, der an der Verteidigung der Rebellenbasis auf dem Planeten Hoth vor den angreifenden imperialen Truppen teilnimmt. Mithilfe eines Schneegleiters zerstört er mehrere imperiale Einheiten, um den Rückzug der deutlich unterlegenen Rebellen zu unterstützen. Anschließend flieht auch er vom Planeten. Dash flüchtet vor dem Imperium durch das nahegelegene Asteroidenfeld und kann schließlich entkommen.
Anschließend beteiligt er sich an der Suche nach Han Solo. Dazu nimmt er die Spur der Kopfgeldjäger, die von Darth Vader auf Han Solo angesetzt wurden, auf. Auf dem Planeten Ord Mantell trifft er auf den Kopfgeldjäger IG-88, der ihm verrät, dass sich Boba Fett, der Han Solo an Jabba the Hutt übergeben möchte, auf dem Planeten Gall aufhält. Dort angekommen, kommt es zum Kampf zwischen Rendar und Fett, letzterem gelingt allerdings mithilfe des Imperiums die Flucht.
Während des Kampfes gegen Boba Fett verübt ein Auftragsmörder ein Attentat auf Luke Skywalker, welches jedoch fehlschlägt. Prinzessin Leia fürchtet um Lukes Sicherheit, sodass sie Dash beauftragt, Luke zu beschützen. Während Luke im Haus seines verstorbenen Meisters Obi-Wan Kenobi seine Jedi-Fertigkeiten trainiert, fängt Rendar eine Ganovenbande ab, die auf dem Weg zu Kenobis Haus ist, um Skywalker zu töten.
Schließlich entführt Prinz Xizor, Unternehmer und Anführer des Verbrechersyndikats Black Sun, Leia und sperrt sie in seinem Palast auf Coruscant ein. Es stellt sich heraus, dass Xizor den Kopfgeldjägern von Jabba heimlich neue Befehle hat zukommen lassen, sodass nun Lukes Tod gefordert wird. Vader soll durch Lukes Tod beim Imperator in Ungnade fallen, wodurch Prinz Xizor folglich in der Gunst des Imperators stehen würde und so seinen Einfluss in der Galaxis weiter ausbauen könnte. 
Luke, Lando Calrissian, Chewbacca und Dash dringen in Xizors Palast ein, befreien Leia und zerstören den Palast. Daraufhin flieht Xizor zu seiner Raumstation in nächster Nähe zu Coruscant. Nicht nur die Rebellen, sondern auch das Imperium nehmen die Verfolgung auf, wodurch es an der Raumstation zu einer Raumschlacht zwischen den drei Fraktionen kommt. Rendar gelingt es, in die Raumstation hineinzufliegen und sie von innen heraus zu zerstören. Xizor stirbt dabei, allerdings scheint auch Dash ebenfalls ums Leben gekommen zu sein.
Das Ende variiert leicht je nach gewähltem Schwierigkeitsgrad. Auf dem meisten Graden betrauern am Ende Luke und Leia auf Tatooine Dashs Tod. Auf dem höchsten Schwierigkeitsgrad „Jedi“ stellt es sich jedoch heraus, dass Dash kurz vor der Explosion der Raumstation mit seinem Schiff in den Hyperraum gewechselt ist und so überlebt hat. Seinen Ruf, als „tot“ zu gelten, will er dabei ausnutzen und genießen.

## Spielprinzip
Das Spiel kombiniert die Mechaniken mehrerer Genres. In den meisten Leveln steht die Shooter-Komponente im Vordergrund. Der Spieler durchläuft die linear aufgebauten Level und bekämpft dabei Gegner. In manchen Missionen enthält das Spiel Renn- und Flugelemente.

## Entwicklungsgeschichte
Die Entwicklung des Spiels begann im Sommer 1994. LucasArts plante, ein Spiel mit dreidimensionaler Grafik für eine kommende Konsole, die Nintendo 64, zu entwickeln. Jon Knoles, leitender Designer des sich in Entwicklung befindenden Projekts, schlug vor, das Spiel in das Multimediaprojekt Shadows of the Empire einzubinden, das auf dem gleichnamigen Roman von Steve Perry basiert und neben diesem Roman Spiele Comics und weitere Spielzeuge umfasst.
Die Entwickler stellten neue Figuren in den Mittelpunkt der Handlung, um einen größeren kreativen Freiraum bei der Konzeptionierung der Handlung zu haben.

## Rezeption
John Broady vom Online-Magazin GameSpot bezeichnete den ersten Level des Spiels als herausragend. Er überzeuge durch eine gute Steuerung des Schneegleiters, einen klaren Aufbau und schöner Grafik. Die folgenden Level reichen daran allerdings nicht heran. Broady kritisierte die umständliche Steuerung des Spiels sowie die bisweilen monoton gestalteten Level. Überzeugend wirken dagegen der Ton und die Grafik des Spiels. Ärgerlich sei die geringe Anzahl an Speicherpunkten, die Spieler oft dazu zwinge, lange Spielpassagen erneut zu spielen.
Doug Perry vom Online-Magazin IGN beklagte, dass das Spiel unter einer unpräzisen Steuerung und störenden Kameraeinstellungen leide, was viel Spielspaß nehme. Das Leveldesign sei darüber hinaus meist einfallslos geraten.
LucasArts meldete, dass bis 1997 eine Million Exemplare des Spiels verkauft wurden. Damit belegte es den dritten Platz der meistverkauften Nintendo-64-Spiele zwischen September 1996 und August 1997.
Das PC Joker Magazin zeigte sich deutlich beeindruckt von dem Spiel und vergab in der Ausgabe 11/97 die Auszeichnung „Hit Joker“. Im Test heißt es weiter:

„Superbe 3D-Action aus dem Krieg der Sterne“